# Свирид Віталій Олексійович
Віта́лій Олексі́йович Свирид (народився 27 квітня 1956 в селі Степові Хутори Носівського району Чернігівської області) — український музикант, співак і композитор, заслужений артист України.

## Життєпис
Народився в сім'ї вчителів. Мати — вчителька молодших класів, батько — музикант, теж працював у школі.
Закінчив вісім класів Степовохутірської середньої школи, поступив у Ніжинське культосвітнє училище, на відділ духових інструментів, яке закінчив у 1974 році по класу флейти. За цей час ще освоїв гру на барабанах.
З 1974 по 1976 служив у військовому оркестрі. Після демобілізації працював в Укрконцерті солістом-вокалістом у ЕВО «Київ», ВІА «Мальви», «Краяни» — Полтавська філармонія, «ЕХО» — Луганська філармонія за участю Валерія Леонтьєва, в оркестрі міліції УВС м. Києва, а також солістом Київського об'єднання музичних ансамблів(КОМА).
У 2000 році Віталій Свирид закінчив Київський державний університет культури мистецтв за фахом: викладач, артист оркестру, диригент оркестру, соліст-вокаліст.
Нині працює в Київському військовому ліцеї імені Івана Богуна, де викладає музичне мистецтво, керує художньою самодіяльністю.
Хобі — домашнє господарство, пасіка.
Дружина Наталія, донька Аня, син Ярослав.

## Творчість
У 1989 стає переможцем I Міжнародного фестивалю «Червона рута» в Чернівцях, з піснею «Мольба», композиторки Ганни  Гаврилець на вірші Д. Павличка.
Активно концертує по Україні та за її межами, експериментує, бере участь у музично-авангардних проектах «Екстра-фактор», під орудою музиканта і композитора І. Стецюка при Київський державній філармонії, та вокальному гурті «Менсаунд», у складі якого, Віталій Свирид гастролював по США.
У концертах і засобах масової інформації репрезентував пісенну творчість композиторів і поетів: Д. Павличка, Л. Костенко, Ф. Млинченка, Н. Земної, В. Герасименка, Г. Гаврилець, І. Кириліної, В. Хурсенка та інших.
Бере участь у шефських концертах та благодійних акціях для інвалідів війни, в концертах, що проводились на території ЧАЕС в 1986, для воїнів-інтернаціоналістів, дітей-сиріт.
Неодноразово представляв Україну в Польщі, Чехословаччині, Франції, США та інших країнах.
Випустив аудіоальбом «Моя любове, ти як Бог», а також компакт-диски: «Не розминутись нам з любов'ю», «А я таки прийду до тебе».
Володіє своєрідним чистим, ліричним голосом. На сцені, виконав кілька сотень пісень, серед яких «Милая», «На долині туман», «Не сумуй», «Однолюб», «Осіння пісня», «Степові Хутори».

## Нагороди і відзнаки
- У 1989 переможець I-го Міжнародного фестивалю «Червона рута».
- У 1992 та 1995 — лауреат Всеукраїнського фестивалю сучасної української пісні «Пісенний вернісаж».
- у 1997 — лауреат Всеукраїнського радіофестивалю «Пісня року» з піснею «Не сумуй».
- Заслужений артист України (2009).